# Пыхья
Пы́хья (эст. Põhja) — деревня на севере Эстонии в волости Куусалу, уезд Харьюмаа. 

## География и описание
Расположена в 30 километрах к востоку от Таллина, на берегу залива Колга. Высота над уровнем моря — 12 метров. 
Климат умеренный. Официальный язык — эстонский. Почтовый индекс — 74635.

## Население
По данным переписи населения 2021 года, в Пыхья проживали 35 человек, из них 28 (80,0 %) — эстонцы.
Численность населения деревни Пыхья по данным переписей населения:
| Год  | 1959 | 1970 | 2000 | 2011 | 2021 |
| ---- | ---- | ---- | ---- | ---- | ---- |
| Чел. | 34   | ↘ 32 | ↘ 24 | ↘ 19 | ↗ 35 |

## История
Деревня сформировалась из разрозненных хуторов в конце XIX столетия. На военно-топографических картах Российской империи (1846–1863 годы), в состав которой входила Эстляндская губерния, деревня обозначена как Похя. В источниках 1913 года упоминается как село Похья.
В 1977–1997 годах Пыхья была частью деревни Аллика.

## Происхождение топонима
Деревня расположена в северной части страны и её название в переводе с эстонского означает «Северная».